# Туринський царський папірус

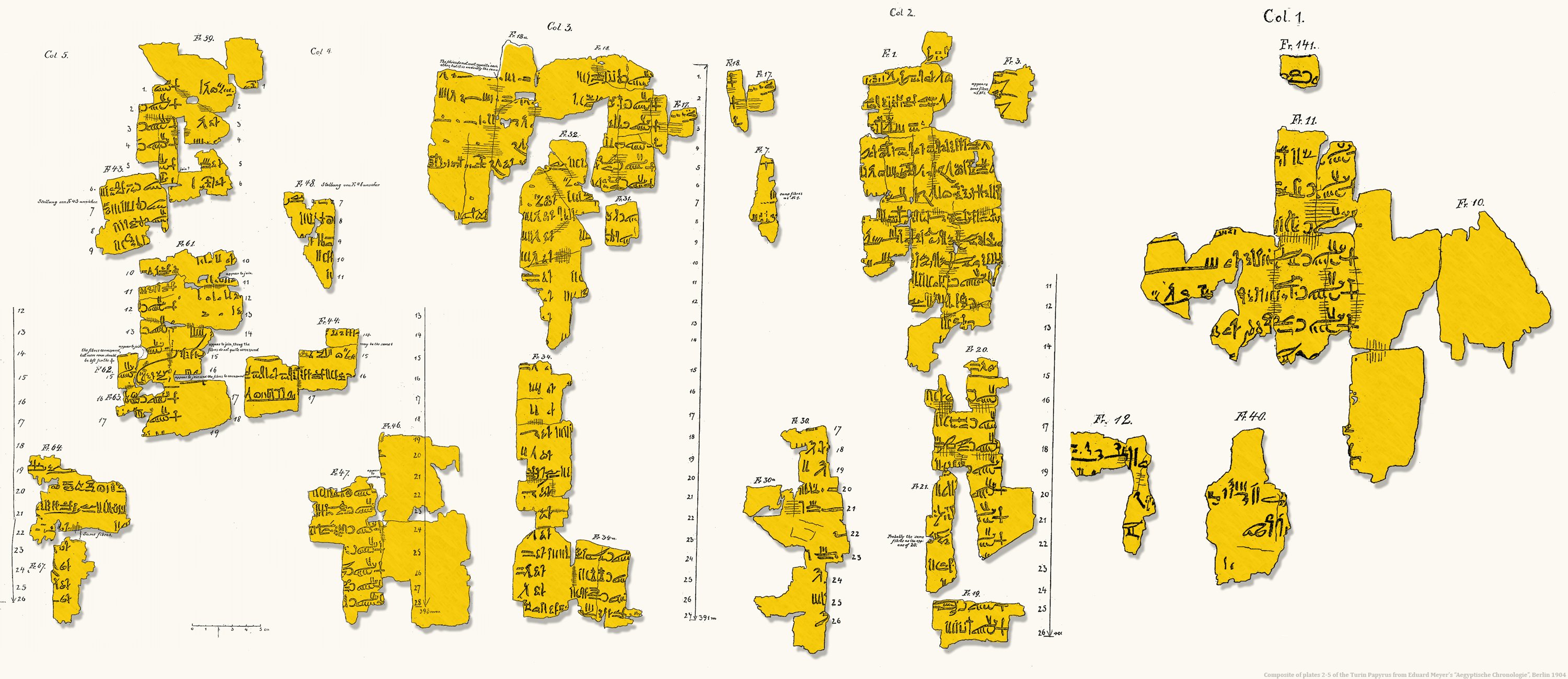
Реконструкція списку із фрагментів

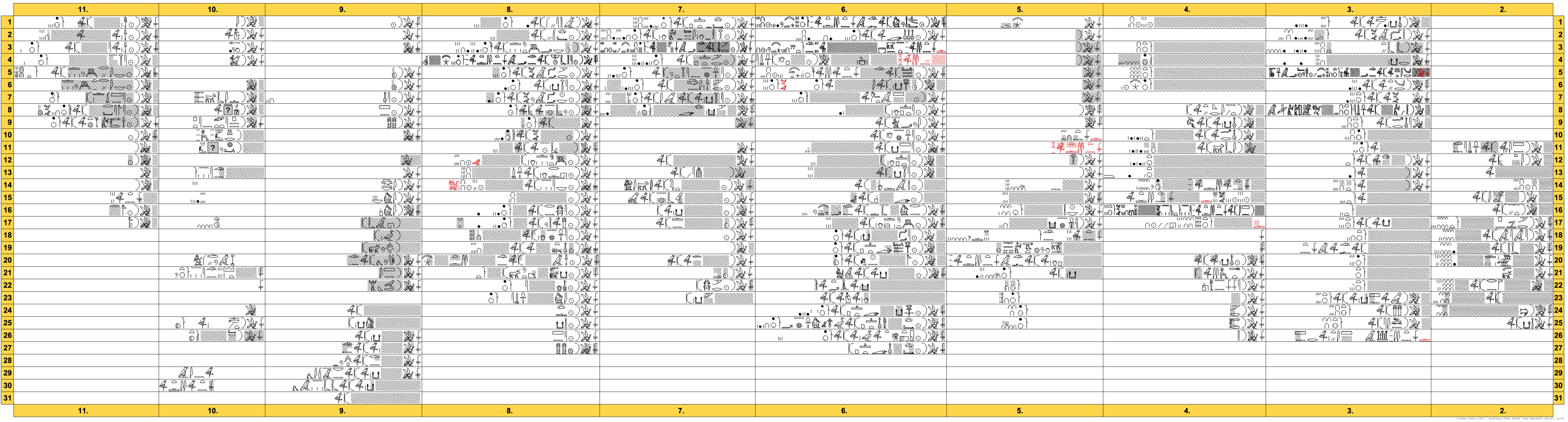
Туринський царський список

Тури́нський ца́рський папі́рус (фр. Papyrus royal de Turin) — давньоєгипетський папірус написаний ієратичними письмом, довжиною бл. 170 см, містить у собі найповніший перелік фараонів Давнього Єгипту (що дійшли до нашого часу), від перших правителів до Рамзеса ІІ. Імовірно, походження папірусу можемо віднести до часу правління цього монарха. Знаходиться в Єгипетському музеї  міста Турин, Італія, від якого, власне, й отримав назву.
Починається Туринський папірус династіями богів, з яких перша — це список богів мемфісських, що починаються з Пта; другий список — це список богів фіванських, що починаються з Амона; а третій список, відповідний «некуесам» Манефона і починається з Аперу — Анубіса, є список шанованих тварин, які, утім, є символами відомих божественних якостей і атрибутів; зокрема Анубіс, Ібіс, Апіс, Мневіс та інші.
Точний час складання папірусу викликає суперечки. Імовірно, цей список був копією з найдавнішого документа, оскільки на звороті він позначений назвою Рамзеса III (XX династія).
При звіренні списків царів Манефона з Туринським папірусом абсолютно логічним є їхнє однакове походження і там навіть, де імена царів відомих династій різняться, можна, у більшій частині випадків, пояснити цю неузгодженість. Більша ж частина імен тотожна, хоча у Манефона вони мають грецьку форму. Попри те, що папірус зберігся не повністю, документ являє собою виняткову цінність для перевірки даних династичних таблиць Манефона. На відміну від інших списків, у Туринському папірусі наведено імена правителів гіксосів і деяких маловідомих царів. Туринський папірус пов'язує сказання літописців з єгипетськими національними пам'ятками.
Папірус придбаний у Луксорі в 1820 італійським «мисливцем за старожитностями» Бернардіно Дроветті, який раніше займав пост французького генерального консула в Єгипті. У 1824 він продав його єгипетському музею в Турині. При транспортуванні до Італії папірус розсипався на шматочки. Першу спробу зібрати їх воєдино зробив великий Шампольйон. Скрупульозна реконструкція змісту на основі аналізу напрямків папірусних волокон пізніше була виконана Густавом Зейфартом. Туринський папірус був виданий спочатку Лепсіусом без позначки заднього боку, а потім Вілкінсоном з цим дуже важливим додаванням.
У 2009 оголошено про виявлення в запасниках музею туринського кількох невідомих раніше фрагментів папірусу.